# Hội đồng Chuẩn mực Kế toán Quốc tế
IASB viết tắt của International Accounting Standards Board. Tổ chức tiêu chuẩn kế toán quốc tế này được thành lập năm 1973, có trụ sở tại London.
Nhiệm vụ của IASB là soạn thảo ra những tiêu chuẩn quốc tế cho lĩnh vực kế toán. Trước năm 2001 IASB còn có tên gọi là IASC (International Accounting Standards Committee). Tiêu chuẩn được IASC soạn ra có tên gọi: Chuẩn mực kế toán quốc tế (International Accounting Standards (IAS)). Những tiêu chuẩn này sau một thời gian lại được đổi tên thành Chuẩn mực báo cáo tài chính quốc tế (International Financial Reporting Standards (IFRS)). Mục đích của những tiêu chuẩn này không chỉ là tính chính xác của kế toán mà còn là sự toàn vẹn và minh bạch Báo cáo tài chính. IASB đã và vẫn đang tiếp tục phát triển các tiêu chuẩn IAS/IFRS.
- IASB phối hợp với các tổ chức ban hành chuẩn mực kế toán ở các nước để đạt được sự hội tụ các chuẩn mực kế toán
- IASB có 14 thành viên, trong đó 12 làm việc toàn thời gian, của 9 nước, và một số chuyên gia khác
- Nguồn kinh phí hoạt động của IASB do tổ chức có tên gọi là International Accounting Standards Committee Foundation (IASC Foundation) cung cấp
- IASC Foundation là tổ chức bao gồm các công ty kiểm toán quốc tế, các định chế tài chính tư nhân, các công ty công nghiệp, các ngân hàng trung ương và ngân hàng phát triển, … trên toàn thế giới
- IASB ban hành các chuẩn mực kế toán bằng một loạt công bố gọi là International Financial Reporting Standards, gọi tắt là IFRS, tạm dịch Chuẩn mực Báo cáo Tình hình Tài chính Quốc tế
- Thuật ngữ IFRS ngày nay bao gồm tất cả các IAS trước đây cũng như những IFRS ban hành sau này
- Tính đến cuối năm 2005, IASB đã ban hành tất cả 42 chuẩn mực báo cáo tình hình tài chính quốc tế hay nói theo thói quen là 42 chuẩn mực kế toán quốc tế
- Cho đến nay, IASC và IASB đã điều chỉnh và ban hành được 30 chuẩn mực kế toán quốc tế IAS và 08 chuẩn mực báo cáo tài chính quốc tế IFRS. Các chuẩn mực này áp dụng cho mọi loại hình doanh nghiệp

## Xem
- FASB - Financial Accounting Standards Board
- US-GAAP - Quy định kế toán của FASB